# فومیکو هایاشی
فومیکو هایاشی (به ژاپنی: 林 芙美子)؛ (۳۱ دسامبر ۱۹۰۳ – ۲۸ ژوئن ۱۹۵۱) یک رمان‌نویس، شاعر، نویسنده و فیلم‌نامه‌نویس اهل ژاپن بود.

## نگارخانه

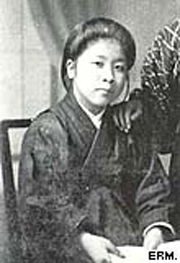
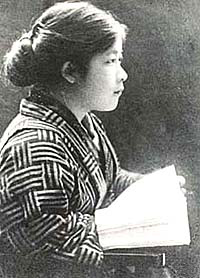
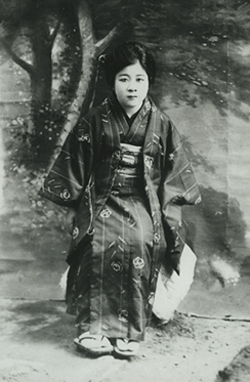
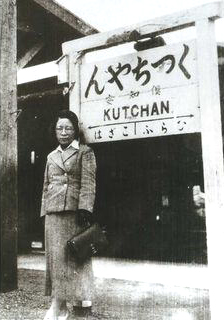
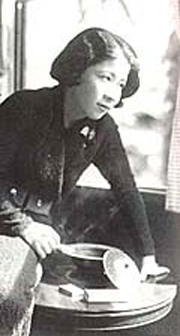
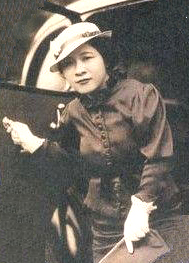
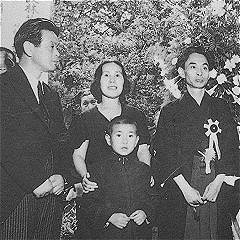